# Dobřany v Orlických horách

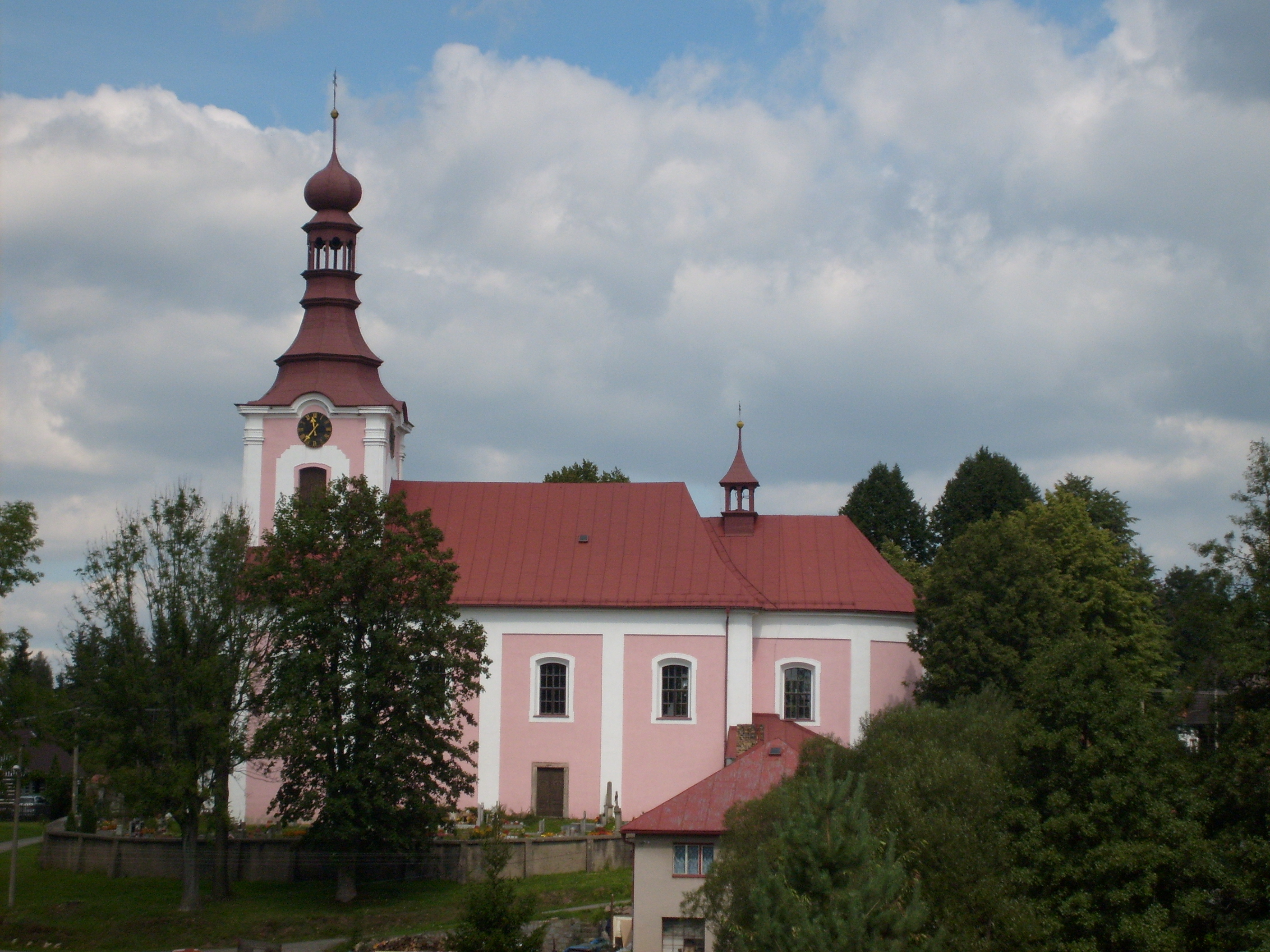
Kirche St. Nikolaus

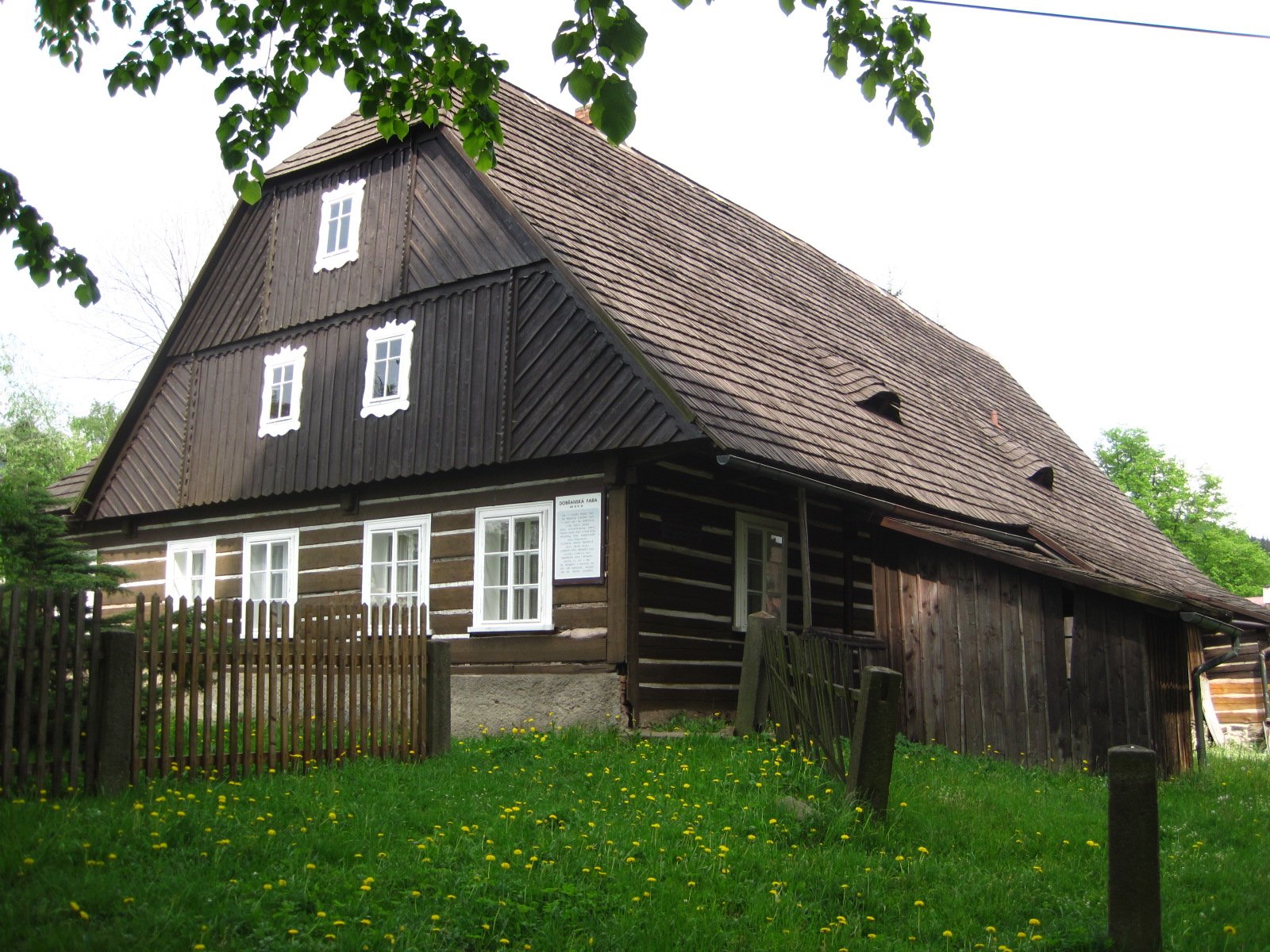
Pfarrhaus

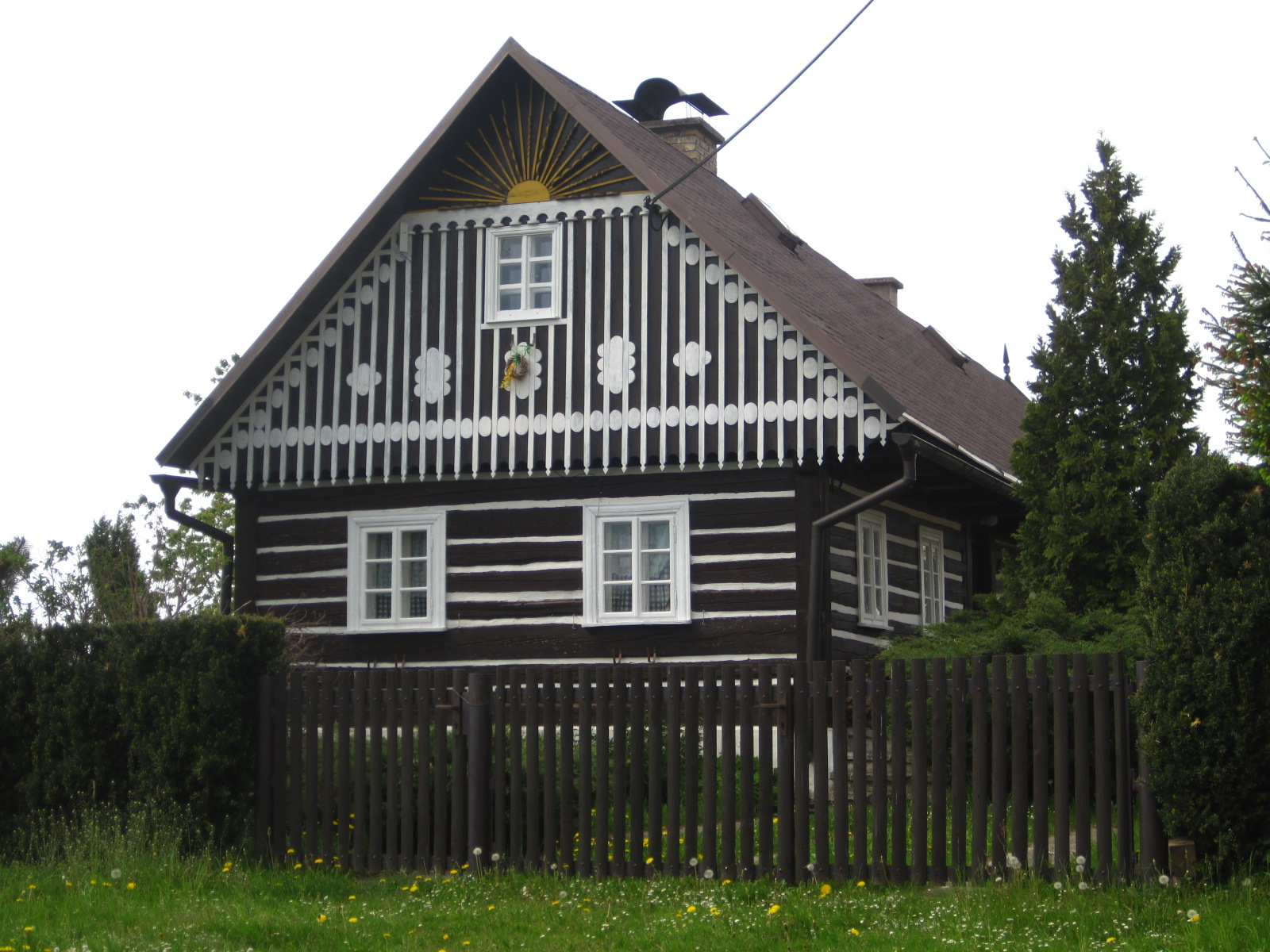
Chaluppe bei der Kirche

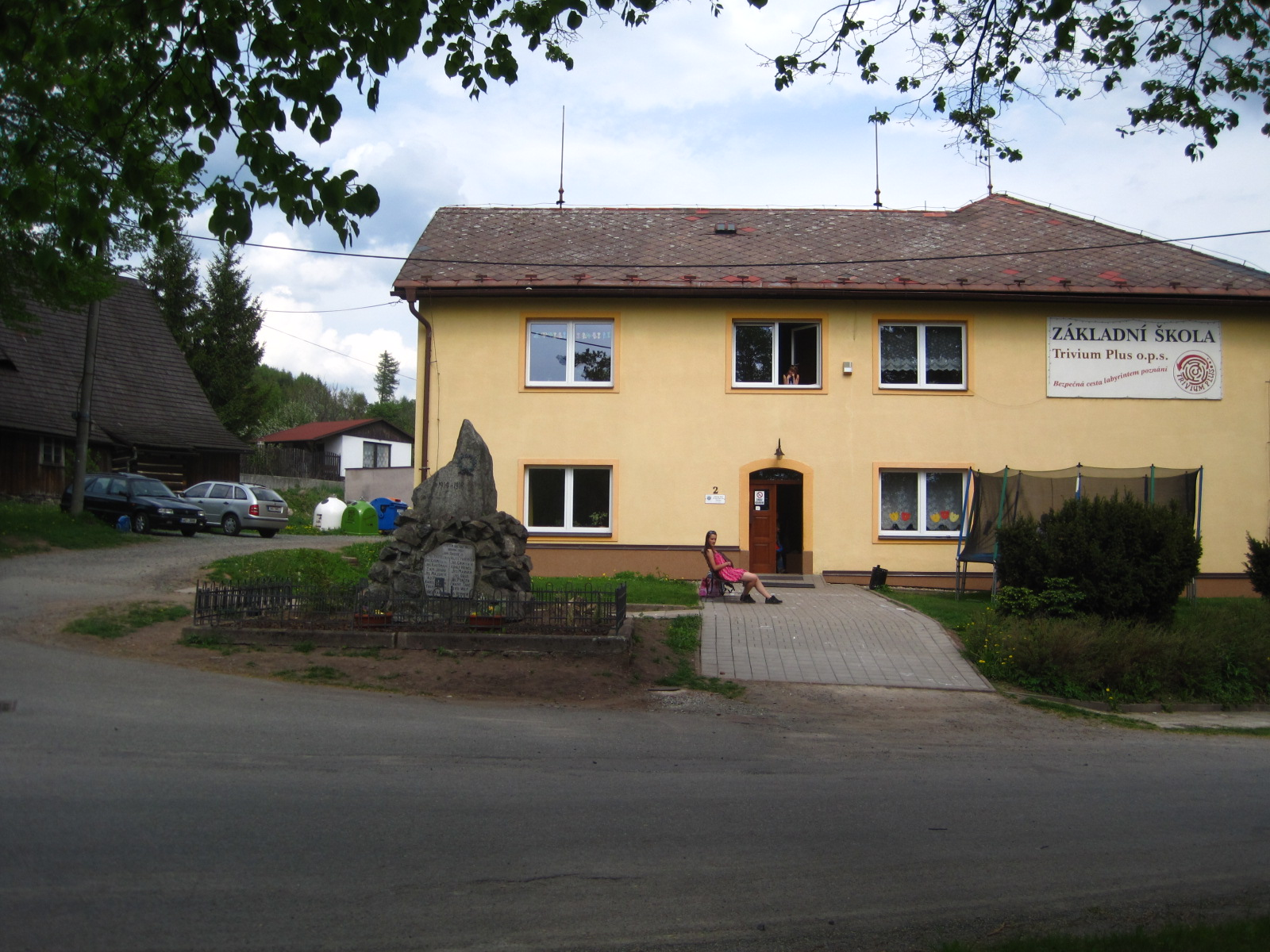
Grundschule

Dobřany (deutsch Dobrzan, 1939–45 Dobschan) ist eine Gemeinde in Tschechien. Sie liegt zehn Kilometer südöstlich von Nové Město nad Metují und gehört zum Okres Rychnov nad Kněžnou.

## Geographie
Dobřany befindet sich im nordwestlichen Teil des Adlergebirges, dem Nachoder Bergland (Náchodská vrchovina), im Tal des Baches Dobřanský potok. Auf dem Sporn westlich des Dorfes liegen die Reste der Burg Dobřany. Nördlich erheben sich der Krahulec (645 m n.m.) und die Kobylinka (666 m n.m.), östlich der Chřiby (775 m n.m.), im Südosten der Špičák (841 m n.m.), südlich der Smolův kopec (657 m n.m.) und westlich der Šintákův kopec (657 m n.m.)
Nachbarorte sind Na Krahulci, Sněžné und Doly im Norden, Sedloňov, V Dolcích und Sedloňov im Nordosten, Plasnice im Osten, Lesní Domov, Končiny und Šediviny im Südosten, Hluky und Nedvězí im Süden, Doly und Bačetín im Südwesten, Bystré im Westen sowie Doly, Na Obci und Janov im Nordwesten.

## Geschichte
Die erste urkundliche Erwähnung von Dobřany erfolgte im Jahre 1361, Besitzer des Dorfes Dobřany und wohl auch der Burg waren zu dieser Zeit die Herren von Dobruška. Eine Plebanei wurde bereits um 1350 erwähnt. Nachdem die Burg um 1425 durch die Hussiten zerstört worden war, wurde Dobřany der Burg Frymburg untertänig. 1534 verkaufte Achilles Anděl von Ronov die Burgherrschaft Frymburg an Jan Trčka von Lípa. Unter den Herren Trčka von Lípa wurde die Herrschaft Frymburg im 16. Jahrhundert an die Herrschaft Opočno angeschlossen. Die Kirche wurde im 17. Jahrhundert zur Filialkirche der Pfarrei Dobruška. Nach dem Tode von Jan Rudolf Trčka von Lípa wurde die Herrschaft Opočno durch König Ferdinand II. konfisziert und 1635 an die Brüder Hieronymus und Rudolf von Colloredo-Waldsee verpfändet. Seit 1672 wurde in verschiedenen Privathäusern Schulunterricht abgehalten. 1704 wurde die Kirche in Dobřany zur Lokalie erhoben. Im Jahre 1742 erfolgte der Bau eines Schulhauses. 1789 fiel die Herrschaft Opočno den Grafen Colloredo-Mannsfeld zu, sie hielten sie bis zur Mitte des 19. Jahrhunderts.
Von 1809 bis 1816 wirkte Josef Liboslav Ziegler als Lokalist in Dobřany. In dieser Zeit wurde das Pfarrhaus zu einem Treffpunkt von ostböhmischen Persönlichkeiten der Nationalen Wiedergeburt der Tschechen wie František Vladislav Hek, Milota Zdirad Polák und Michal Silorád Patrčka; 1814 war Josef Dobrovský zu Gast bei Ziegler. Diese Zeit ist auch Gegenstand von Alois Jiráseks Erzählung „Na dobřanské faře“.
Im Jahre 1836 bestand das im Königgrätzer Kreis gelegene Dorf Dobřan aus 59 Häusern, in denen 400 Personen lebten. Unter obrigkeitlichem Patronat standen die Lokalkirche St. Nikolaus und die Schule. Außerdem gab es im Ort ein Wirtshaus und eine eingängige Mühle. Dobřan war Pfarrort für Nedwězy, Plaßnitz, Roskosch, Hluk und Schediwy. 1848 bestand das Dorf aus 61 Häusern und hatte 447 Einwohner. Bis zur Mitte des 19. Jahrhunderts blieb Dobřan der Herrschaft Opočno untertänig.
Nach der Aufhebung der Patrimonialherrschaften bildete Dobřany ab 1849 mit dem Ortsteil Nedvězí eine Gemeinde im Gerichtsbezirk Opočno. Die Lokalkirche St. Nikolaus wurde 1855 zur Pfarrkirche erhoben. Ab 1868 gehörte die Gemeinde zum Bezirk Neustadt an der Mettau. Beim Zensus von 1869 hatte Dobřany 466 Einwohner; im Jahre 1900 waren es 411. Nedvězí löste sich 1911 von Dobřany und bildete eine eigene Gemeinde.
Während der Sudetenkrise engagierten sich die Gemeindevertreter stark für die Einrichtung einer tschechischen Bürgerschule in Dobřany. Argumentiert wurde dieses Politikum einerseits mit der Lage von Dobřany an der Sprachgrenze und zum anderen mit der Geschichte des Ortes als Treffpunkt tschechischer Patrioten. Im Dezember 1929 bewilligte der neu ernannte Schulminister Ivan Dérer die Gründung der Bürgerschule als tschechische Minderheitenschule. Die Schule wurde am 20. Jänner 1930 eröffnet; die 29 Schüler kamen größtenteils aus Dobřany (9) und Nedvězí (5), je drei aus Sedloňov, Sněžné, Šediviny und Hluky sowie je einer aus Doly, Rozkoš und Plasnice. Im Jahre 1930 lebten in Dobřany 332 Menschen, davon waren 313 Tschechen und 19 Deutsche. Nach dem Münchner Abkommen verblieb das überwiegend tschechischsprachige Dorf bei der „Resttschechei“ und wurde bis 1945 zum Grenzort. Die Grenze verlief über den Chřiby-Kamm, die nord- bis südöstlichen Nachbarorte Sattel, Plaßnitz/Plasnice und Schediwy/Šediviny wurden dem deutschen Landkreis Grulich zugeschlagen. Im Jahre 1940 gab es in Dobřany/Dobschan eine Trivialschule, eine Bürgerschule, eine Post, eine Darlehnskasse, zwei Gasthäuser, drei Läden, einen Metzger und etliche mechanische Weber.
1949 wurde die Gemeinde dem Okres Dobruška zugeordnet. Beim Zensus von 1950 hatte Dobřany 218 Einwohner. 1957 wurde der Automotoklub gegründet. Im Zuge der Gebietsreform von 1960 wurde der Okres Dobruška aufgehoben und Dobřany dem Okres Rychnov nad Kněžnou zugewiesen. 1961 lebten in dem Dorf nur noch 183 Personen. Der Einwohnerrückgang setzte sich fort; 1970 hatte das Dorf 151 Einwohner, 1980 132 Einwohner und 1991 114 Einwohner. Im Jahre 2001 lebten in Dobřany nur noch 105 Personen, 2005 war die Einwohnerzahl auf 124 angestiegen. Heute ist Dobřany ein Erholungsort, am westlichen Ortsrand befindet sich das Autocross-Areal des Automotoklubs Dobřany.

## Gemeindegliederung
Für die Gemeinde Dobřany sind keine Ortsteile ausgewiesen. Zu Dobřany gehört die Rotte V Dolcich und ein Teil der Rotte Doly.
Das Gemeindegebiet bildet den Katastralbezirk Dobřany v Orlických horách.

## Sehenswürdigkeiten
- Kirche des hl. Nikolaus, erbaut 1740 anstelle eines hölzernen Vorgängerbaus
- Gezimmertes Pfarrhaus, errichtet 1776
- Zahlreiche gezimmerte Häuser
- Jirásek-Linde vor der Kirche, ihr Alter wird auf 600 Jahre geschätzt
- Wüste Burg Dobřany, sie entstand wahrscheinlich als Schutzburg für den durch das Goldbachtal über das Adlergebirge nach dem Glatzer Kessel führenden Handelsweg und wurde um 1425 von den Hussiten zerstört. Ihr eigentlicher Name ist unbekannt, Sedláček hielt sie für die Burg Dobruška.
- Naturdenkmal Louka u Čtvrtečkova mlýna im Tal der Dědina, mit Vorkommen der Trollblume und Orchideen